# Efekt powierzchni swobodnej
Efekt powierzchni swobodnej (ang. free surface effect, FSE) – jeden z kilku czynników zmniejszających stateczność jednostki pływającej.

## Powstawanie
Czynnik ten jest wynikiem działania siły bezwładności generowanej przez statek podczas kołysań na fali, a w następstwie zmiany położenia cieczy (z reguły wody, paliw, ładunków płynnych) przewożonych przez tankowce oraz zachowujących się podobnie sypkich ładunków masowych takich jak m.in. zboże, drobne ryby, żwir, węgiel, nawozy sztuczne, skruszona ruda. Ładunki te, reagując na ruch jednostki i kołysanie spowodowane przez fale i wiatr, przesuwają się (przelewają) w niepełnej ładowni lub zbiorniku statku.
Kołysanie powoduje zmianę poziomu tzw. powierzchni swobodnej cieczy i przemieszczanie się środka ciężkości zbiornika lub ładowni. Efekt ten jest podobny do przelewania się wody w dużych płaskich zbiornikach. Efekt dotyczy zarówno kołysania w osi poprzecznej statku (fale, wiatr), jak i, dawniej, osi podłużnej (małe jednostki przy bardzo dużych falach).

## Wzór na wielkość efektu
FSE wynosi zero, jeśli zbiornik jest pusty, lub całkowicie napełniony . Do wyliczenia wielkości służy wzór:
{\displaystyle FSE={\frac {i}{\Delta }}\times \rho } (w metrach)
gdzie:
{\displaystyle i} – geometryczny moment bezwładności na linii wodnej w m4,
{\displaystyle \Delta } – wyporność w tonach,
{\displaystyle \rho } – gęstość cieczy w g/cm³ (t/m³).
Wynik oznacza skrócenie wysokości metacentrycznej, czyli odległości pozornego środka obrotu jednostki pływającej w czasie przechyłu od środka ciężkości.

## Minimalizacja efektu

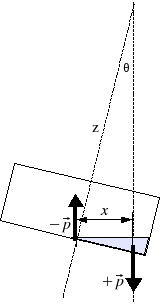
Zmiana poziomu ładunku masowego wskutek kołysania

Efekt powierzchni swobodnej jest proporcjonalny do kwadratu szerokości poprzecznej zbiornika. Tak więc dwie przegrody rozdzielające powierzchnię zbiornika na trzy części zmniejszają przemieszczanie środka ciężkości cieczy dziewięciokrotnie. Ma to znaczenie w zbiornikach paliwa lub zbiornikach balastowych, cysternach i ładowniach, w zalanych lub częściowo zalanych przedziałach uszkodzonych statków. W celu zmniejszenia efektu stosuje się m.in. grodzenie ładowni oraz załadunek do pełna wybranych zbiorników, aby zminimalizować przesuwanie (przelewanie) się ładunku.
W 2009 Unia Europejska wydała dyrektywę nr 2009/45/EC nakazującą taką budowę i dostosowanie statków ro-ro, by ograniczyć efekt powierzchni swobodnej.

## Katastrofy wywołane efektem powierzchni swobodnej
Zalanie opadami atmosferycznymi lub wskutek uszkodzenia kadłuba, wyciek ładunków płynnych, są powodem wielu katastrof jednostek pływających. Efekt ten był także powodem przewrócenia się na burtę wskutek przypadkowego zalania kilku statków m.in. transportowca wojennego Lafayette (ex Normandie) w 1942 i egipskiego promu typu ro-ro MF al-Salam Boccaccio 98 w 2006. W obu tych przypadkach z powodu nieumiejętnie prowadzonej akcji gaśniczej do kadłuba statków dostały się duże ilości wody (niekiedy do utraty stateczności wystarczą jej małe ilości), co wskutek działania efektu powierzchni swobodnej, a w przypadku al-Salam Boccaccio 98 dodatkowo przy bardzo silnym wietrze, spowodowało utratę stateczności i przewrócenie się na burtę. W 1994 w następstwie wlania się wody i efektu powierzchni swobodnej, również przy silnym wietrze zatonął MS Estonia. W 1987 woda, która dostała się przez niezamkniętą furtę dziobową spowodowała przewrócenie się promu MF Herald of Free Enterprise.